# 戈薩省

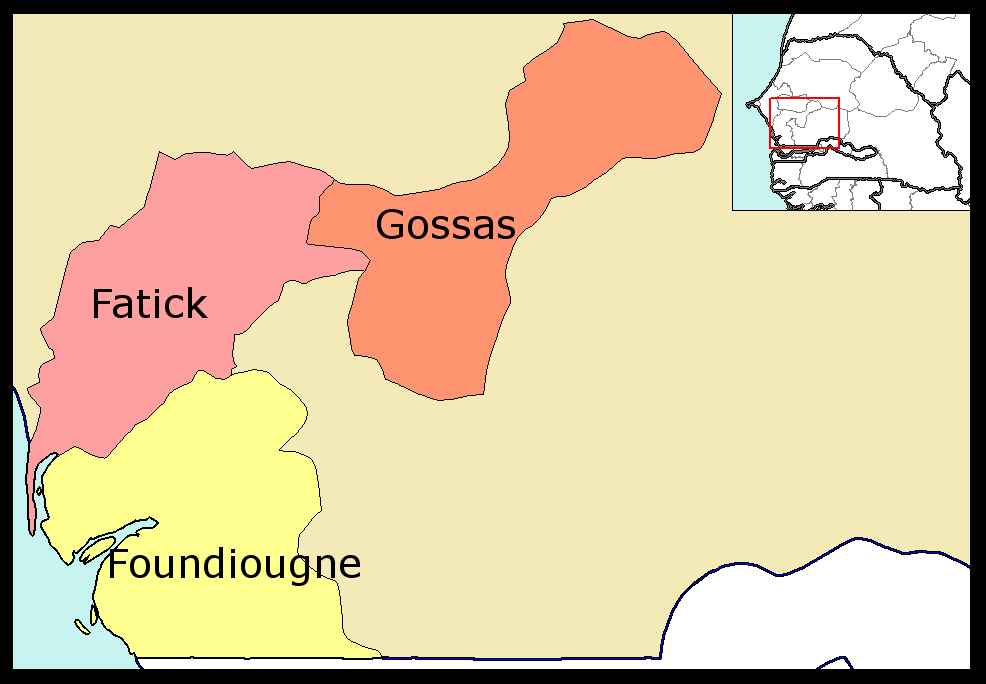

14°29′50″N 16°14′03″W / 14.49722°N 16.23417°W
戈薩省（法語：Département de Gossas），是塞內加爾的省份，位於該國西部，由法蒂克區負責管轄，首府設於戈薩斯，西面是法蒂克省，面積1,080平方公里，2013年人口95,715，人口密度每平方公里89人。